# Gospel Bombs
Gospel Bombs är bandet Vincent Vincent and the Villains debutalbum, utgivet 2008 på EMI.

## Låtlista
1. "Beast" - 4:05
2. "Blue Boy" - 2:38
3. "Sins of Love (Wah Do)" - 3:23
4. "On My Own" - 2:37
5. "Cinema" - 3:23
6. "Killing Time" - 2:20
7. "Pretty Girl" - 2:40
8. "Jealousy and Bitterness" - 2:48
9. "Sweet Girlfriend" - 2:29
10. "I'm Alive" - 2:21
11. "Telephone" - 2:51
12. "End of the Night" - 4:28